# Restaurant Misverstand
Restaurant Misverstand is een televisieformat over mensen met dementie die aan de slag gaan in een restaurant. Het is gebaseerd op een Brits format onder de titel The Restaurant that makes mistakes, dat op zich weer gebaseerd is op het Japanse experiment Restaurant of Mistaken Orders van Shiro Oguni. 

## Algemeen
Het format wordt in meerdere landen geproduceerd en uitgezonden met licht afwijkende benaderingen en met lokale presentatoren en chef-koks. Het toont de diverse ervaringen en uitdagingen waarmee mensen van verschillende leeftijden met dementie te maken krijgen.

## Japan
Van 2 tot 4 juni 2017 zette Shiro Oguni in Toyosu-Koto een wijk van Tokio een kort experiment op onder de naam Restaurant of Mistaken orders (Japans:注文をまちがえる料理店一般社団法人). Hierbij bestond het restaurantpersoneel uit oudere demente personen. Na de succesvolle ervaring werd het concept later dat jaar herhaald op 21 september, de Wereld Alzheimer Dag 

## Verenigd Koninkrijk
De Britse vierdelige reeks startte op 12 juni 2019 als The Restaurant That Makes Mistakes op tv-zender Channel 4. Deze versie werd gepresenteerd door Michelin-chef Josh Eggleton vanuit een pop-up restaurant in Bristol. De reeks liep in samen werking met de Alzheimer's Society.

## Nederland
In Nederland werd het programma gemaakt in samenwerking met Alzheimer Nederland. Chef-kok van dienst was Ron Blaauw met als sous-chef Cees Hauwert. De presentatie gebeurde door Johnny de Mol.
- Seizoen 1 - 2020, Haarlem, museumcafé Museum van de Geest
- Seizoen 2 - 2021, Utrecht
- Seizoen 3 - 2022, Amsterdam

## België - Vlaanderen
Deze reeks van Roses Are Blue en Red Arrow wordt gepresenteerd door Dieter Coppens en met als chef-kok Seppe Nobels. De productie wordt verder ondersteund door hulpchef Romina en experte Anouck de Bruijn van het Expertisecentrum Dementie Vlaanderen.
In november 2024 haalde het 2de seizoen te New York de International Emmy Award in de categorie non scripted entertainment.
- Seizoen 1 - 2022, Mechelen
- Seizoen 2 - 2023, Antwerpen, Park Spoor Noord
- Seizoen 3 - 2024, Oostende, Casino-Kursaal

## Nieuw-Zeeland
In Nieuw-Zeeland draait het programma op TVNZ met als chef Ben Bayly. Hij wordt bijgestaan door dementie-expert Lynette Tippett
- Seizoen 1 - 2023, The Grounds Restaurant, West Auckland.
- Seizoen 2 - 2024, Origine Restaurant, Intercontinental Hotel, 1 Queen Street, Commercial Bay, Auckland CBD[8]